# Бабай (католикос-патриарх Востока)
Мар Бабай (Мар Бавай I; сир. ܒܵܒܲܝ; Селевкия — VI век) — католикос-патриарх Церкви Востока с 497 года по 503 год.
Рукоположен в епископа Селевкии-Ктесифона в 497 году. В этом же году созван поместный собор Церкви Востока на котором были приняты решения против целибата священников и епископов. Умер в 503 году. Некоторые исследователи связывают окончательный поворот Церкви Востока к несторианству с патриаршеством Бабая. По выражению католического историка Адриана Фортескью, правление неграмотного Бабая стало выражением крайней степени деградации Церкви Востока.

## Биография
Мар Баввай был рукоположен в епископа Селевкии-Ктесифона в 497 году. При Мар Баввае был созван поместный собор Церкви Востока на котором были приняты решения против целибата священников и епископов. Католикос Бабай был женаты и его желание передать патриарший престол по наследству привело к длившемуся несколько десятилетий расколу. Также на соборе 497 года было подтверждено главенство престола Селевкии-Ктесифона в Церкви Востока. Умер в 503 году.